# Мавзолей Чингисхана
Мавзолей Чингисхана (кит. 成吉思汗陵) — памятник-кенотаф в хошуне Эджэн-Хоро-Ци во Внутренней Монголии.

## История сооружения
После смерти Чингисхана его сын Угэдэй приказал переоборудовать 8 дворцов-юрт своего отца в кенотаф, где будут храниться его оружия, знамёна, одежда и другие вещи. Также там проводились церемонии в честь Чингисхана.
В 1939 году все реликвии были изъяты из мавзолея представителями Гоминьдана. Однако в 1954 году правительство КНР решило вернуть все исторические ценности и возвести мавзолей. Строительство объекта завершилось в 1956 году. В том же году были перенесены в новый мавзолей восемь дворцов и остальные реликвии.
В период Культурной революции отряды хунвэйбинов уничтожили большинство ценностей и сделали на его месте соляной склад. Лишь в 1979 году мавзолей был вновь открыт после ремонта.

## Галерея

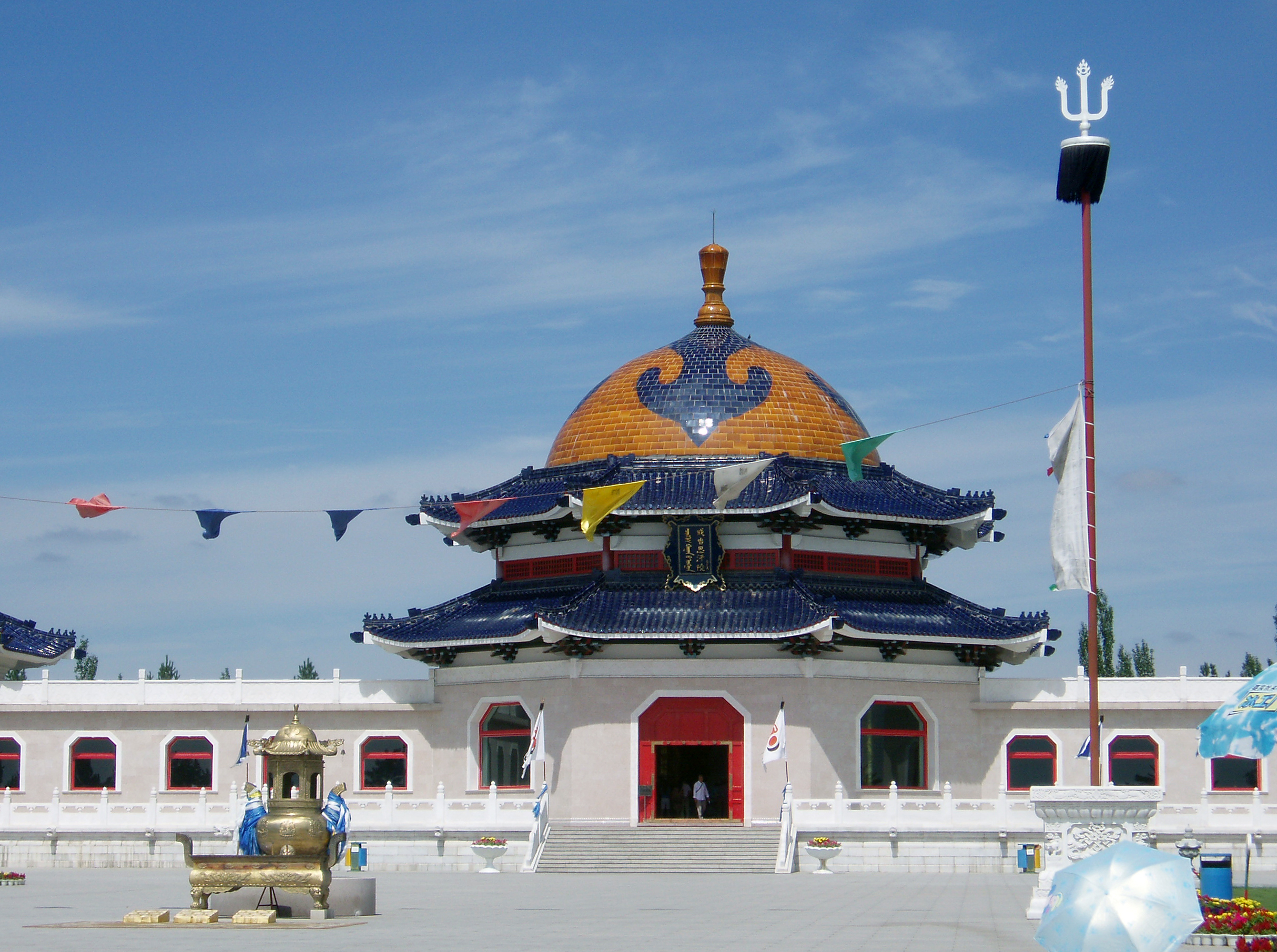
Мавзолей Чингисхана
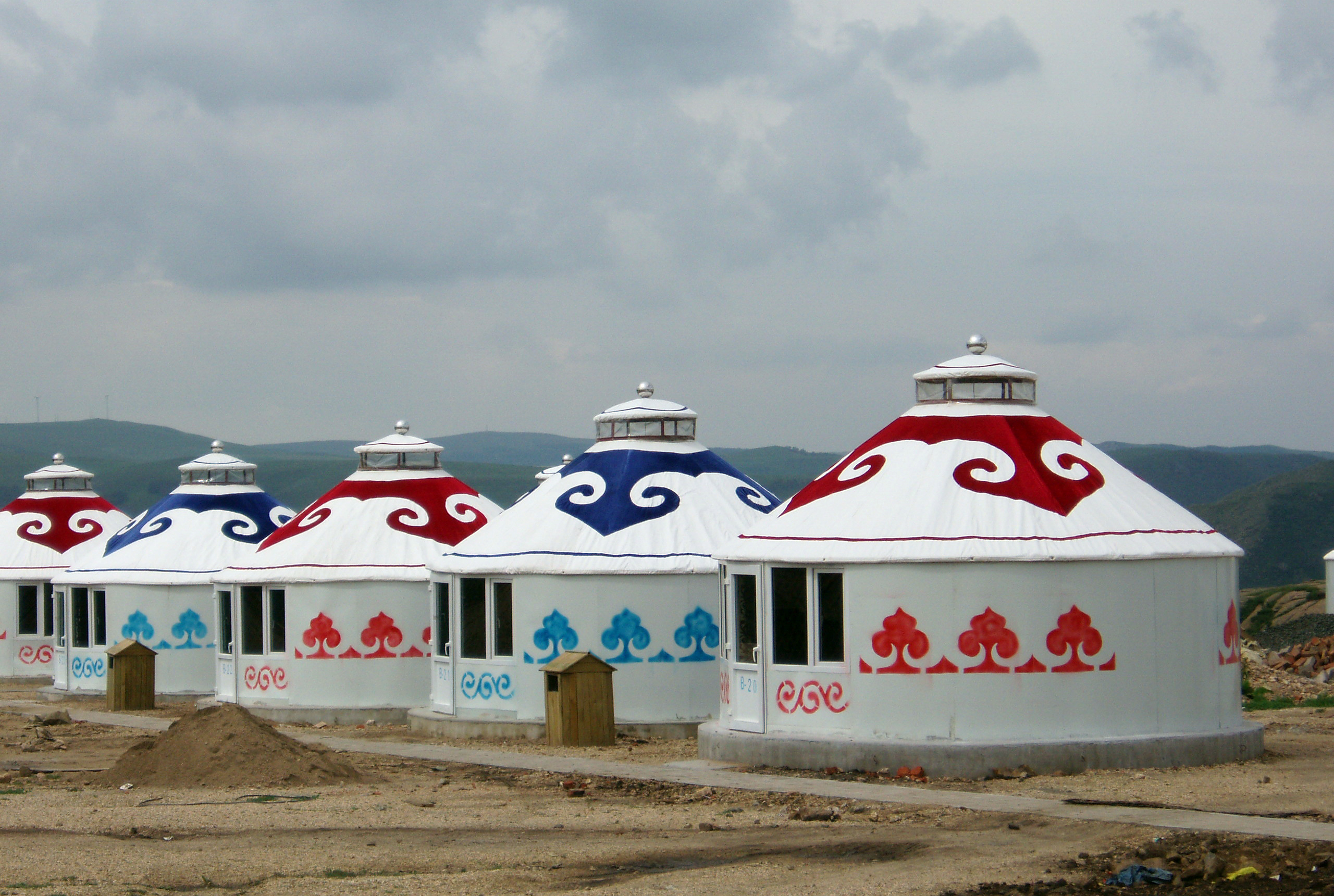
Юрты для туристов у мавзолея